# سیارک ۱۲۷۵

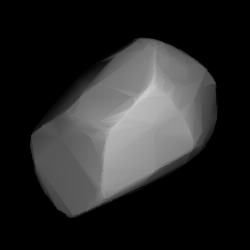
مدل شکل محدب سه بعدی 1275 Cimbria، محاسبه شده با استفاده از تکنیک های وارونگی منحنی نور.

سیارک ۱۲۷۵ (به انگلیسی: 1275 Cimbria، نامگذاری:1932WG) هزار و دویست و هفتاد و پنجمین سیارک کشف شده‌است که در ۳۰ نوامبر ۱۹۳۲ و در هایدلبرگ کشف شد.
قدر مطلق سیارک برابر ۱۰٫۷۲ است.